# Terap Adoum Yaya
Terap Adoum Yaya, född 10 oktober 1974, är en friidrottare från Tchad. Han deltog vid olympiska sommarspelen 1992 och olympiska sommarspelen 1996.